# أسوار الجناح

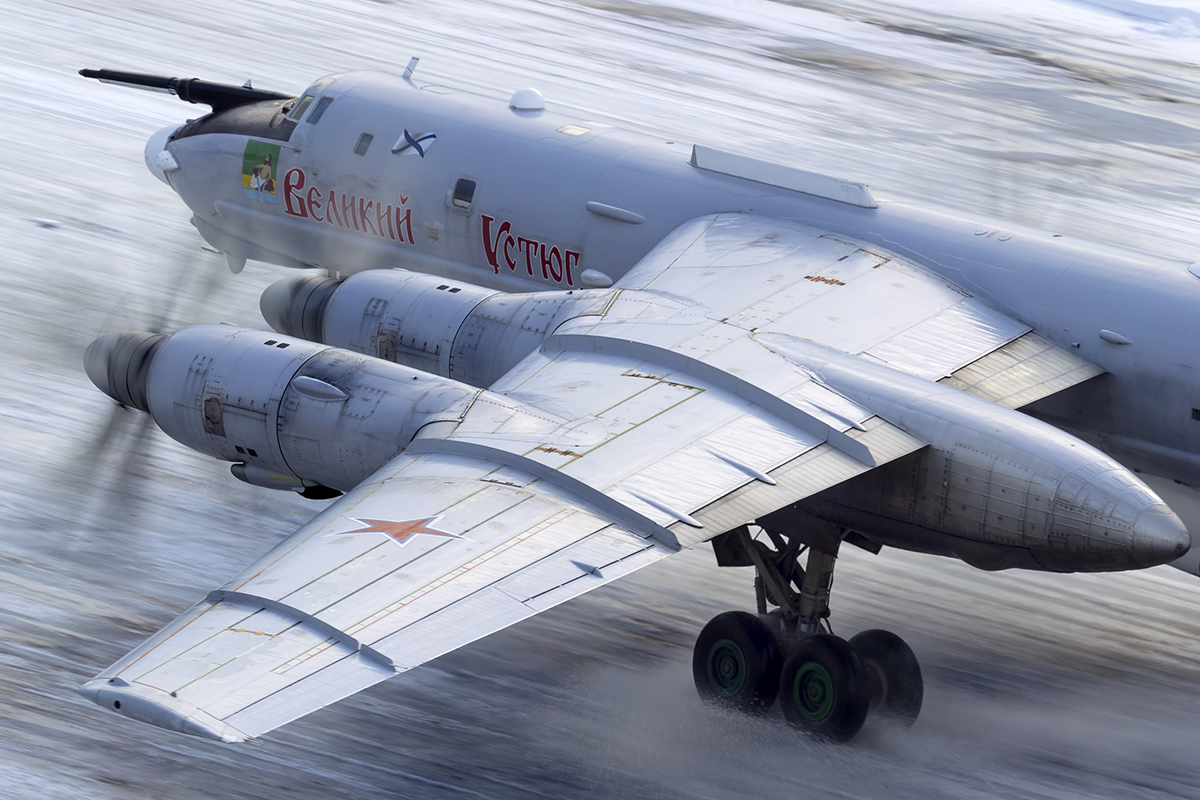
تم تثبيت ثلاثة أسوار الجناح على جناح توبوليف تو-95

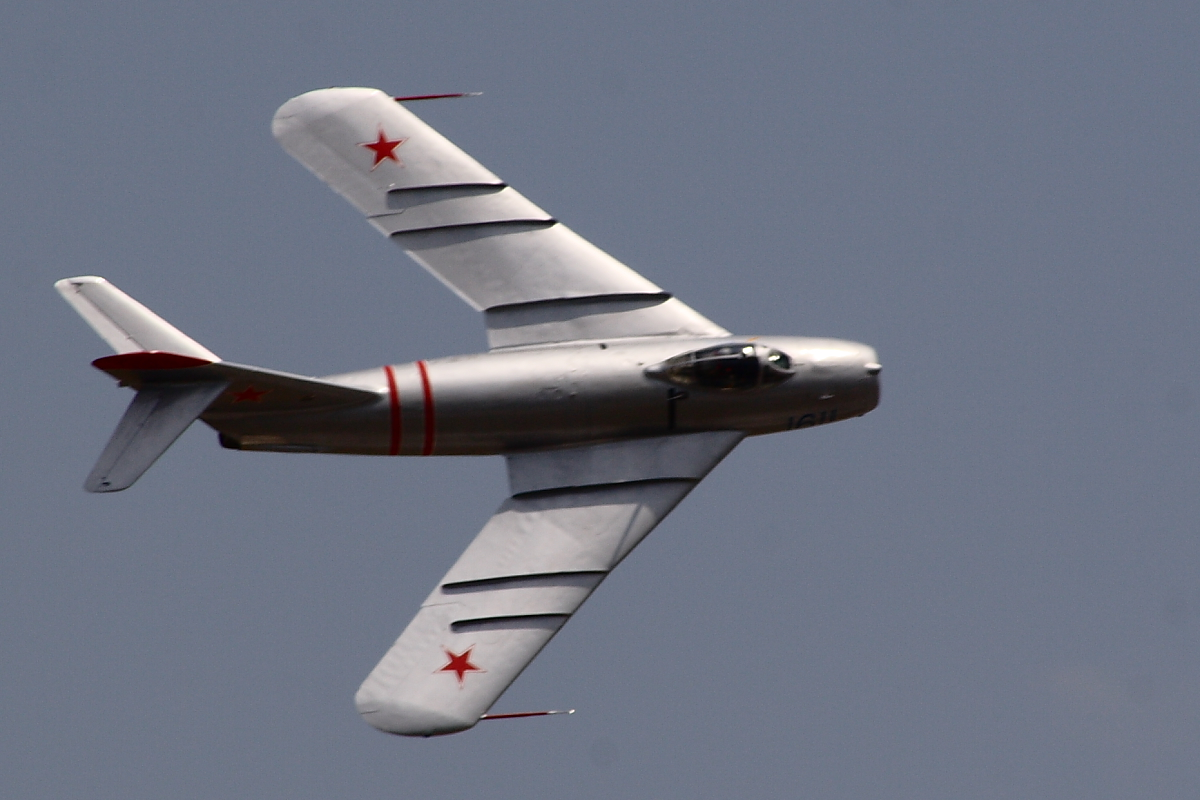
تضمنت ميغ-17 أسوار جناح بارزة

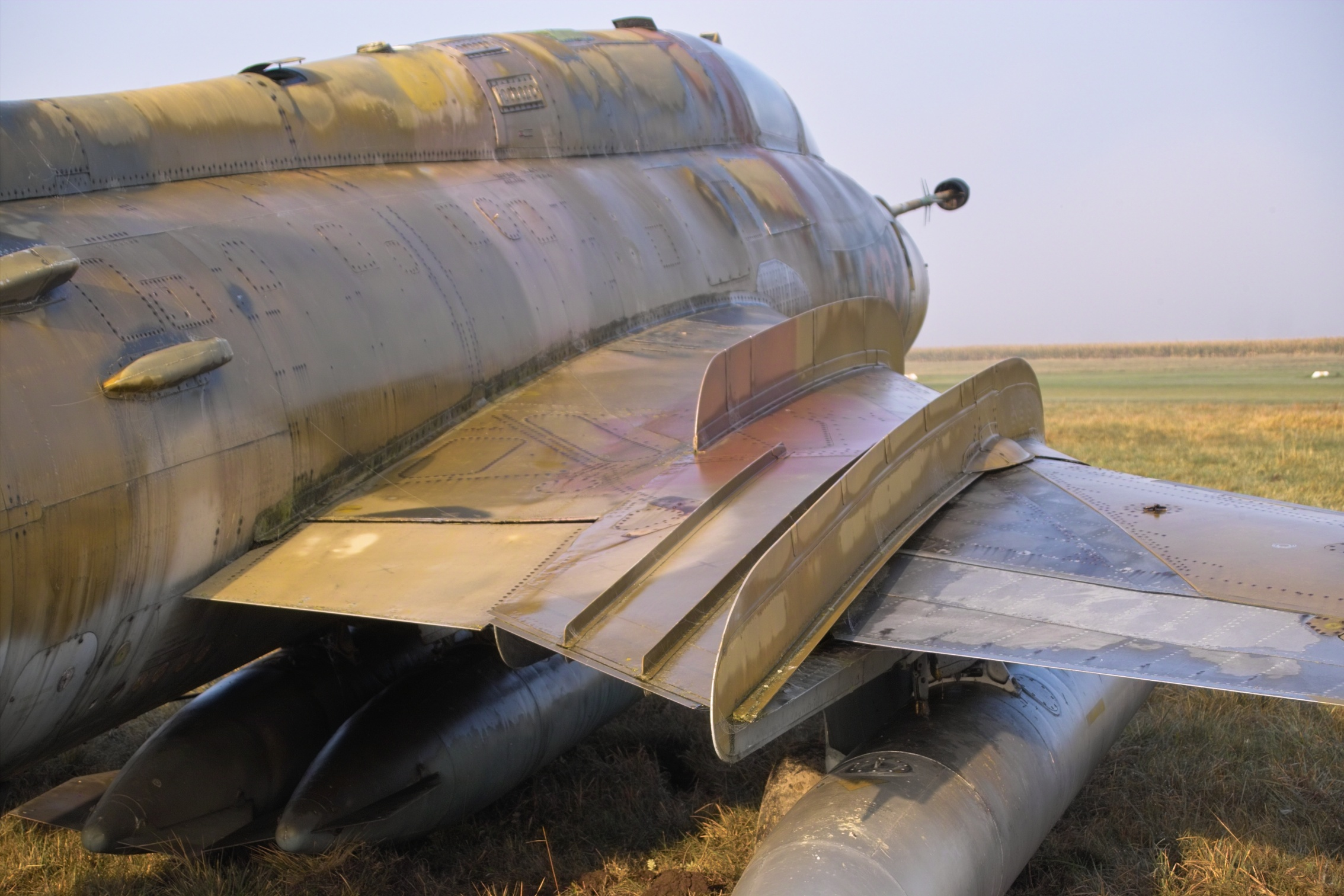
صورة مقرّبة لسور الجناح لطائرة سوخوي سو-17. تم استخدام هذه الطائرة من قبل القوات الجوية الألمانية الشرقية السابقة وتقاعدت بعد توحيد ألمانيا.

أسوار الجناح أو حواجز الجناح (Wing fences)، والمعروفة أيضًا باسم أسوار الطبقة الحدودية (boundary layer fences) والأسوار المحتملة (potential fences) هي أجهزة ديناميكية هوائية ثابتة متصلة بأجنحة الطائرات. غالبًا ما تُرى على الطائرات ذات الأجنحة المجترَفة، أسوار الجناح عبارة عن ألواح مسطحة مثبتة على الأسطح العلوية الموازية لوتر الجناح وتمشيا مع تدفق الهواء الحر، وعادة ما يتم لفها حول الحافة الأمامية. من خلال إعاقة تدفق الهواء الممتد على طول الجناح، فإنها تمنع الجناح بأكمله من المماطلة (الانهيار) في وقت واحد، على عكس الأجهزة الطرفية، التي تزيد من الكفاءة الديناميكية الهوائية من خلال السعي لاستعادة طاقة دوامة الجناح.
عندما تتباطأ الطائرة ذات الجناح المجترف نحو سرعة مماطلة الجناح، تجبر زاوية الحافة الأمامية بعض تدفق الهواء جانبًا باتجاه طرف الجناح. هذه العملية تصاعدية: لا يتأثر تدفق الهواء بالقرب من منتصف الجناح بزاوية الحافة الأمامية فحسب، بل يتأثر أيضًا بتدفق الهواء الممتد من جذر الجناح. عند طرف الجناح، يمكن أن ينتهي تدفق الهواء في اتجاه عرضي بالكامل تقريبًا، على عكس الاتجاه الأمامي للخلف فوق الجناح، مما يعني أن السرعة الجوية الفعالة تنخفض أسفل المماطلة. نظرًا لأن هندسة الأجنحة المجترفة عادةً ما تضع أطراف الجناح للطائرة في الخلف من مركز جاذبيتها، فإن الرفع المتولد عند أطراف الجناح يميل إلى إنشاء عزم نزول الأنف إلى أسفل. عندما تتماطل أطراف الجناح، يتضاءل كل من قوة الرفع وعزم نزول الأنف المصاحبة للأسفل بسرعة. يؤدي فقدان عزم رفع الأنف إلى الأسفل إلى ترك الطائرة التي كانت متوازنة سابقًا مع عزم رفع الأنف إلى أعلى. هذا يدفع مقدمة الطائرة للأعلى، مما يزيد من زاوية الهجوم ويؤدي إلى مماطلة (انهيار) فوق جزء أكبر من الجناح. والنتيجة هي أنحراف للأعلى سريع وقوي يتبعه مماطلة كاملة، وهو موقف يصعب على الطيار التعافي منه. تعتبر «رقصة سابر» (التي تسببت في تحطم العديد من طائرات إف-100 سوبر سابر) مثالاً بارزًا على هذا السلوك.
تؤخر حواجز الجناح هذه التأثيرات أو تزيلها عن طريق منع التدفق الممتد من التحرك بعيدًا على طول الجناح واكتساب السرعة. عند الالتقاء بالسياج، يتم توجيه الهواء للخلف فوق سطح الجناح. تضمنت الحلول المماثلة شقًا أو سنًا في الحافة الأمامية، كما هو الحال في طائرة أفرو آرو، أو استخدام شرائح الحافة الأمامية (Leading-edge slat)، كما هو الحال في الإصدارات السابقة من إف-86. يمكن أن تعمل الشرائح كسياج بشكل مباشر، في شكل مشغلاتها، ولكنها أيضًا تقلل المشكلة عن طريق تحسين زاوية استجابة الهجوم للجناح وتحريك نقطة التوقف إلى سرعة أقل.
قدم وولفغانغ ليبي، الذي يُنسب إليه الفضل عمومًا في اختراع أسوار الجناح، براءة اختراعها في عام 1938 أثناء عمله على مسرشميت بي اف 109بي. بعد الحرب العالمية الثانية، أصبح مصممو الطائرات العسكرية السوفيتية معروفين بعاداتهم في استخدام أسوار الجناح، واستخدامها على متن طائرات متنوعة مثل ميكويان ميغ-15، وميكويان ميغ-17، وميكويان ميغ-19، وميكويان-مي-21، وميكويان ميغ-25. وميكويان ميغ-31، وتوبوليف تو-28، وتوبوليف تو-95، وتوبوليف تي يو-160 في وضع الجناح المنجرف، وتوبوليف تي يو-22 إم.

## روابط خارجية
- "Essay on wing fences" (PDF). مؤرشف من الأصل (PDF) في 2006-02-11. at B2streamlines.com
- Wing Vortex Devices at aerospaceweb.org